# 50欧元纸币
五十欧元纸币（€50）是中等面额及第四大尺寸（140 x 77 mm）的欧元纸币，自2002年欧元（以现金形式）面世以来开始流通。共有23个国家使用欧元作为它们的单一货币（22国具有法律地位），覆盖约3.32亿人口。
五十欧元纸币具有橙色色调，并描绘有文艺复兴建筑风格（15至16世纪之间）的桥梁和拱门/门道。此外，该纸币还包含多项复杂的安全特点以确保真实性，例如水印、隐形油墨、全息投影和微缩印刷等。截至2011年9月，约有5,699,719,400张五十欧元纸币在欧元区之间流通。
為了因應大量的假鈔問題，第二版的五十歐元紙幣於2017年4月4日起發行。

## 历史
欧元设立于1999年，并在当时开始成为欧洲逾3亿人口使用的货币。但在面世的头三年中，它是以一种无形的货币存在，仅在会计工作中使用。欧元现金直至2002年1月1日才正式出台，它取代了欧元区内12国的国家性纸币及硬币，例如荷兰盾及葡萄牙士姑度。
此后，斯洛文尼亚于2007年、塞浦路斯和马耳他于2008年、斯洛伐克于2009年、爱沙尼亚于2011年、拉脱维亚于2014年以及立陶宛于2015年亦先后加入欧元区。时至今日，50欧元纸币已被欧洲约3.32亿人口所日常使用，并且有23个国家将欧元作为它们的单一货币（22国具有法律地位）。

### 转型期
将原有币种的纸币及硬币兑换成欧元的转型期历时约2个月，从2002年1月1日至2002年2月28日。本国货币停止作为法定货币的官方日期因各成员国的差异而有所区别。最早的日期是在德国，德国马克于2001年12月31日正式终止法定货币地位，尽管兑换周期长达2个月以上。而即便是在旧货币终止法定货币地位后，它们仍继续为各国央行所受理，时间从十年至永久。

### 变化
纸币在2003年11月前印有欧洲中央银行首任行长维姆·德伊森贝赫的签名，并在2003年11月1日由让-克洛德·特里谢所接替，后者的签名一直生效至2012年3月。2012年3月之后发行的纸币则印有欧洲中央银行第三任行长，即现任者马里奥·德拉基的签名。
迄今为止欧元纸币仍只有一个版次，但与当前类似的一个新版次计划已发表。欧洲中央银行将会在适当的时候公布第一版次纸币失去法定地位。
截至2012年6月，原版次的纸币已无法反映欧洲联盟扩大至27个成员国的事实，其中塞浦路斯由于地图未及向东延伸而无法被描绘在纸币中；此外缺少的还有马耳他，这是因为它无法满足当前版次中所能描绘的最小尺寸。由于欧洲中央银行计划在每次发行的七至八年后对纸币进行重新设计，第二版次的纸币已处于筹备之中。新的生产和防伪技术也会被应用于新纸币上，但样式设计将采用与原版次一致的主题和色调，以桥梁及门廊为主。无论如何，它们仍然会被识别为一个新的版次。于2017年4月4日开始流通。

## 设计
五十欧元纸币的尺寸为140毫米（5.2英寸）×77毫米（2.8英寸），并采用橙色的配色方案。所有欧元纸币的正面都描绘有7个不同历史时期的欧洲风格窗户和拱门，象征着欧洲的开放和合作。代表欧盟12个初始成员国的12颗星星则象征着当代欧洲的活力和融洽。背面图案中，描述了7个不同历史时期的欧洲风格桥梁及欧洲地图，寓意欧盟各国及欧盟与全世界的紧密合作和交流；其中五十欧元纸币展示的是文艺复兴时期（15至16世纪之间）。虽然罗伯特·卡利纳的初始设计旨在展现真实的纪念物，但出于政治原因，桥梁和艺术作品仅仅是某一建筑时代的假想范例。
如同所有的欧元纸币，五十欧元纸币包含有面额、欧盟旗帜、欧洲央行行长的签名和以不同欧盟语言标示的银行缩写、欧盟领土的描绘、欧盟旗帜中的星星以及如下所示的多项安全特征。

### 安全特征
50欧元纸币的防伪特征主要表现在以下几个方面：
纸张

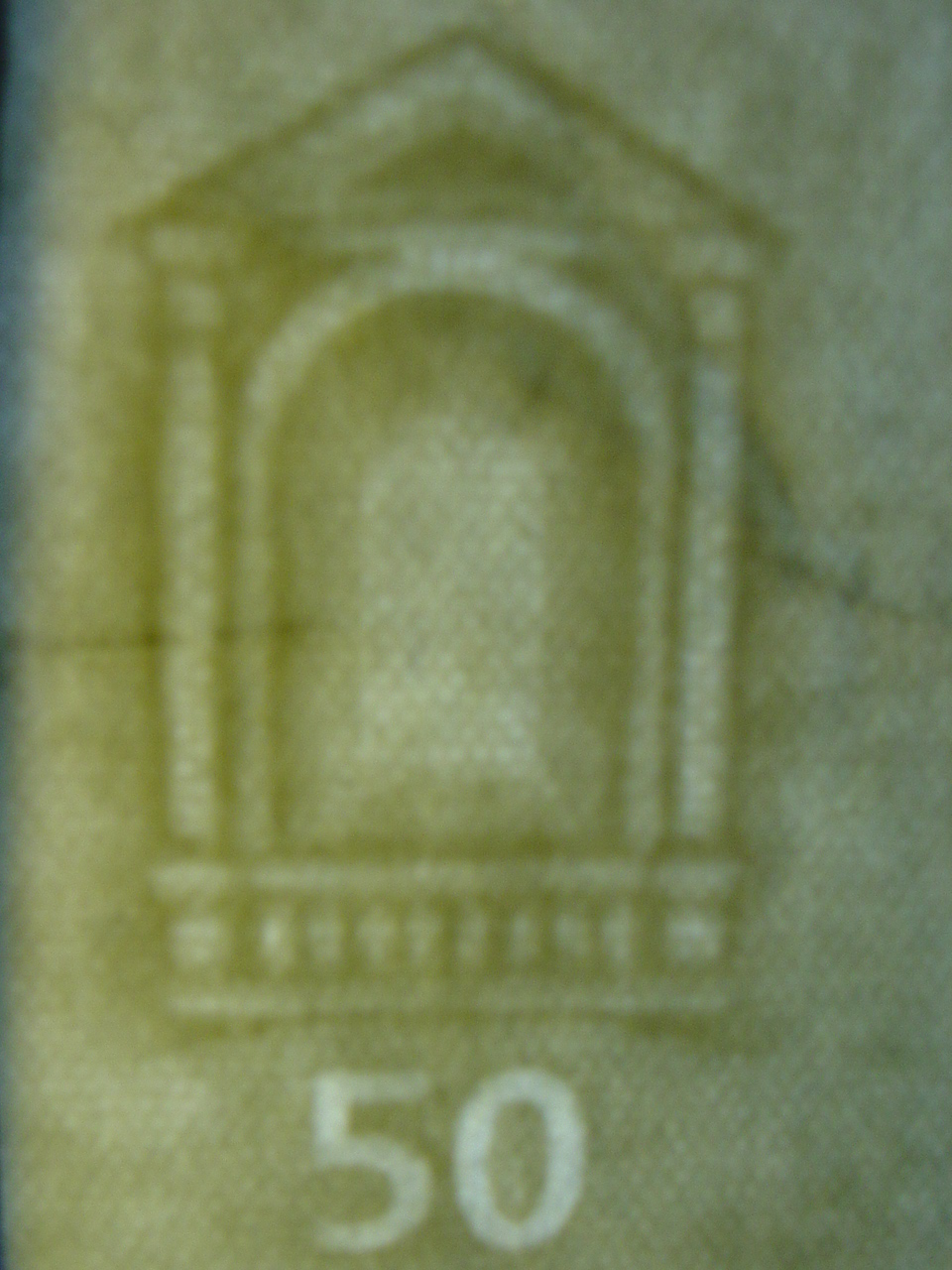
50欧元纸币的防伪水印

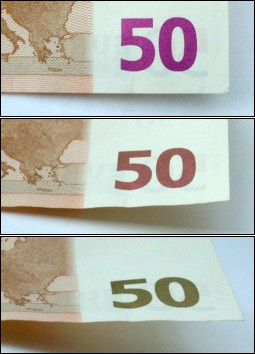
采用光变油墨的面额数字

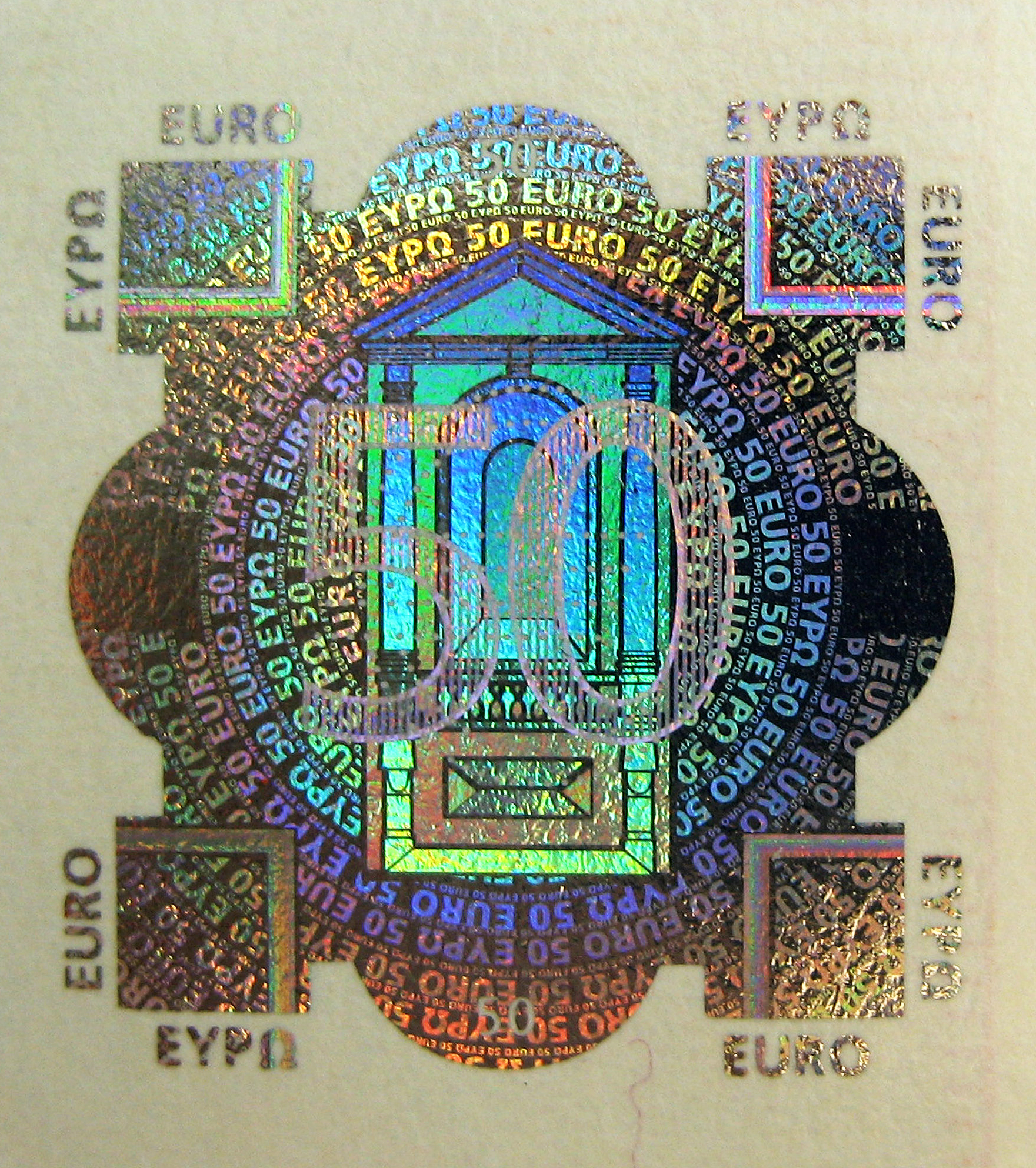
50欧元纸币的全息图

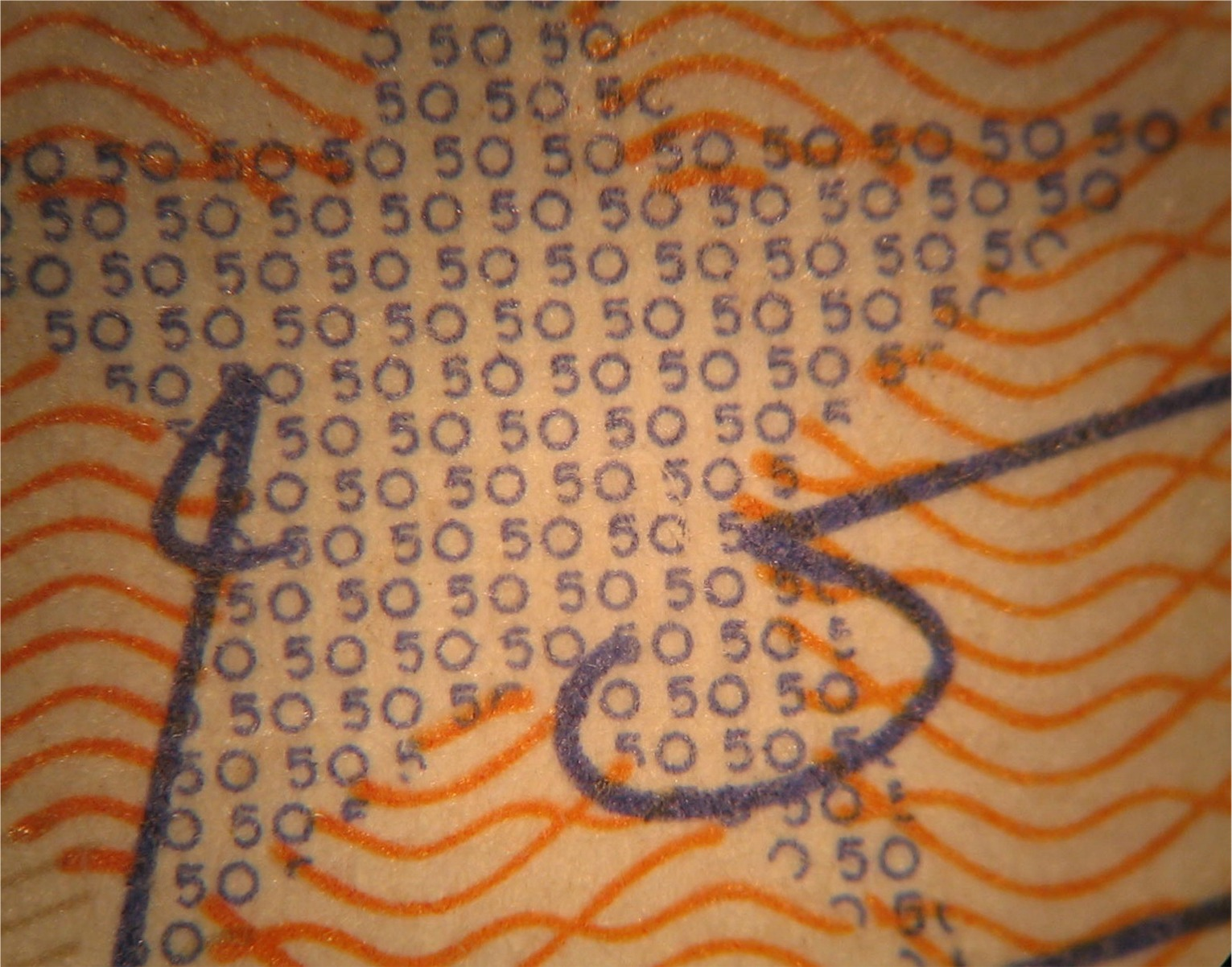
欧洲央行行长签名旁的微缩印刷

- 专用纸张：印刷欧元用的印钞纸主要是由棉、麻纤维抄造而成。纸质坚韧、挺度和耐磨性好，长期流通不松散、不起毛、不断裂。感觉清脆而坚韧，但不松软或光滑[18]。
- 荧光纤维：欧元纸币在印制欧元的纸张中随机加入了荧光纤维，它们在纸张中的位置是不固定的，在日光下与天然的棉、麻纤维并无区别，但在紫外线的照射下会有明显的荧光反应，呈现出红、黄、蓝三种颜色[18]。
- 防伪水印：欧元纸币均采用了黑、白水印组合的方式，即与每一票面主景图案相同的门窗图案黑水印及面额数字白水印，且都位于纸币正面的左侧中部。50欧元的黑水印与正面右侧偏左面的建筑物相同，其正下方中部有面额数字“50”的白水印。另外，在该水印图案的右侧，有纵向排列的呈条码状水印，从左到右按白、黑相间的顺序排列7条，即4条白水印，3条黑水印，长度均为35mm，宽度分别为3mm、2mm、3mm、2mm、3mm、5mm、3mm[18]。
- 安全线：欧元纸币中的安全线属于植入式安全线，它是在造纸过程中抄纸时抄入纸内形成的，宽度均为1mm。安全线呈黑色并有磁性，在通过磁性监测仪时有磁性反应。另外，线内还有镂空透明的微缩面额数字和欧元的拉丁文字母，且面额数字一大一小，前面大、后面小，中间为欧洲中央银行的英文缩写，正反相间。这种带有微缩文字的安全线是一种扁平的聚酯线，透光可见，却无法用复印机复制[18]。

油墨
- 磁性油墨：欧元纸币中的安全线均为磁性油墨印制，该油墨中因含有四氧化三铁而带磁性，因此当通过磁性监测仪时有磁性反应[18]。
- 荧光油墨（英语：Invisible ink）：欧元纸币的正面左上角的欧盟旗帜，在可见光的照射下为蓝色，中央有环绕成圆形的12颗黄色星星；在紫外线的照射下欧盟旗帜则变为黄色，12颗星星则变为红色。欧洲央行行长的签名在可见光下为蓝色，紫外光下则变为红色。此外，50欧元正面用暗黄色油墨印刷的位于3点至7点位置的星星，在紫外线的照射下变为红色；用淡黄色油墨印刷的位于8点位置的星星，在紫外线的照射下变为红色；用蓝色油墨印刷的位于1点、2点、10点至12点位置的星星，在紫外线的照射下变为黄色。背面除号码、对印图案和右下角的面额数字外，在紫外线的照射下变为黄色[18]。
- 光变油墨：50欧元纸币背面的右下角有使用衍射光变油墨平版印刷的紫色面额数字。从正面看为紫色，从侧面看则为橄榄绿色或黑色[18]。

印刷版型
- 平版印刷：平版用来印制底纹等背景图案和文字。正面左上的的双面对印面额数字、欧盟旗帜、背景图案，背面的背景图案、左上角的双面对印面额数字、右下角的面额数字等，均为平版印刷[18]。
- 凸版印刷：凸版用来印制纸币的号码。欧元纸币的号码都印刷在纸币的背面，位于左下角和右上角的两个部位，且呈横向从左到右排列。右上角的号码为黑色，左下角的号码与背面主色调相近，但颜色略深[18]。
- 凹版印刷：凹版用来印刷纸币的主要图案、文字等。欧元纸币正面的面额数字、门窗图案、欧洲央行缩写及盲文识别标志均是采用雕刻凹版印刷，手指轻触有明显的凹凸感[18]。
- 微缩印刷[1]，票面的多个区域都有微缩印刷，例如正面（欧元的希腊语字符）的内部。微缩文字锐度高而不模糊[20]。

印刷裁切
- 双面对印：欧元正面左上角和背面右上角都有与其面额对应局部面额数字，对光检验时，可以看到正面、背面的图案完全构成一个完整的面额数字。50欧元正面、背面均为橙红色[18]。
- 隐形文字：在50欧元纸币背面左下角的一处尺寸为38mm×22mm用灰色油墨印刷的矩形图案中，有用隐形文字印刷的和字样，共5行[18]。
- 全息图案：50欧元正面的右下角烫印有激光全息薄膜块，变化角度观察可以看到明亮的主景图案和面额数字。全息图案由边长为12mm，带圆角的平行四边形，在其中间部位有4个边长为3mm的正方形构成；背景是由微缩文字和相间构成的同心圆。透光检验时，可看到该激光全息图案的中心由激光穿孔而成的齿孔构成的欧元符号，其上、下方位于平行四边形的两个对角部位各有一个面额数字“50”。四周围绕的4个正方形的外边框由和相间构成，且不透明。在激光全息图案的中心部位图案是由空心的面额数字“50”、纸币正面的主景图案“拱门”和由齿孔构成的欧元符号套叠而成[18]。
- 圆圈星座[1]；特殊的印刷工艺使欧元纸币具有独特的质感[1]。

## 流通及法律
截至2013年5月，共有6,383,487,700张€50现钞在欧元区内流通。这也意味着€50纸币的价值合共约为319,173,835,100欧元。欧洲中央银行会密切监控欧元纸币和硬币的库存及流通。这是欧元体系的任务，以确保欧元纸币高效和顺畅的供应，并保持其完整性。
就法律角度而言，无论是欧洲中央银行或是欧元区各国的中央银行都有发行7种不同面额的欧元纸币的权利。但在实践中，仅区内的国家中央银行实际发行和撤回欧元纸币。欧洲中央银行不设现金办事处，也不涉及任何现金操作。

## 追踪
在欧洲范围内还有几个社群的网民，其中大多数来自EuroBillTracker，会作为一种业余爱好对其经手的欧元纸币记录轨迹，以追踪和了解它们的去向和曾经游历的地点。这样做的目的是为了记录更多的纸币以尽可能了解其传播的细节，例如它们主要从何处游历至何处，通常在何处流动，并生成统计数据和排名，例如在哪个国家的流动性更高。截至2011年10月，EuroBillTracker已经登记了逾9600万纸币，价值超过18.76亿欧元。